# Folpert II. van der Leede
Folpert II. van der Leede (lateinisch: Walpertus oder Volpertus de Leda) (* um 1175; † 1212) war ein holländischer Edelmann aus dem Geschlecht der Herren van Arkel. Er war Regent der Herrlichkeit Ter Leede, Herr von Asperen (1204–1212) und Herr von Polsbroek.
Sein Vater war Herr Herbaren I. van der Leede. Im Jahre 1204 erhielt Folpert II. gemeinsam mit seinem Bruder  Floris Herbaren van der Leede (Florentinus de Leda) die Burg von Asperen. Im sogenannten Looner Krieg unterstützten die Van der Leede Gräfin Ada von Holland. Während des Krieges wurde die Burg Asperen zerstört, Floris Herbaren wurde im Friedensjahr 1207 ermordet. Nach diesem Ereignis wurde Folpert II. zum Regenten der Herrlichkeit Ter Leede ernannt. Folpert II. war ein Gegner des neuen Grafen Wilhelm I. und zeigte dieses durch Plünderung des Grafengutes. Im Jahre 1212 wurde er zum Tode durch Enthauptung verurteilt.